# Palmera (kommun)
Palmera är en kommun i Spanien.   Den ligger i provinsen Província de València och regionen Valencia, i den östra delen av landet, 300 km sydost om huvudstaden Madrid. Antalet invånare är 1 022. Arean är 1,0 kvadratkilometer. Palmera gränsar till Bellreguard, Miramar, Piles och L'Alqueria de la Comtessa. 
Terrängen i Palmera är mycket platt.